# Pararge felix
Pararge felix är en fjärilsart som beskrevs av Warnecke 1929. Pararge felix ingår i släktet Pararge och familjen praktfjärilar. Inga underarter finns listade i Catalogue of Life.